# Pyramide (kortspil)
|  | Sammenskrivningsforslag Artiklen Pyramide (kortspil) er foreslået føjet ind i Drukspil. (Siden april 2013) Diskutér forslaget |

 For alternative betydninger, se Pyramide (flertydig). (Se også artikler, som begynder med Pyramide)
Pyramide er et drukspil hvor man lægger kortene i en pyramideform med bagsiden opad. Hver "etage" i pyramiden tæller nu for en forudbestemt værdi. Som oftest bare startende ved 1 og så op til hvor mange "etager" der er i pyramiden.
Hver spiller får herefter fire kort som må beses og arrangeres en enkelt gang, hvorefter de også skal lægges med bagsiden opad. Bund reder altid

## Fremgangsmåde
Man skal nu huske sine kort og derefter fortsætter spillet til alle kort er vendt.
Når alle kort er vendt skal hver enkelt spiller fortælle hvilke kort han/hun har liggende foran sig inden de vendes. For hvert forkert kort skal der drikkes at antal forudbestemte tåre.